# مقاطعة هيكوري (ميزوري)
مقاطعة هيكوري (بالإنجليزية: Hickory County)‏ هي إحدى المقاطعات في ولاية ميزوري في الولايات المتحدة الأمريكية.